# Michael Bishop, Baron Glendonbrook
Michael David Bishop, Baron Glendonbrook, CBE AM (* 10. Februar 1942 in Bowdon (Greater Manchester)) ist ein britischer Geschäftsmann und Life Peer. Er wurde bekannt als Eigentümer von British Midland Airways, seine Anteile verkaufte er 2009 an die Lufthansa. Glendonbrook hat ein geschätztes Vermögen von 280 Mio £. Er war einer der ersten höheren Manager im Vereinigten Königreich, die sich offen zu ihrer Homosexualität bekannten.

## Jugend und Ausbildung
Michael Bishop ist Sohn eines Fabrikdirektors. Mit sechs Jahren kam er das erste Mal mit dem Fliegen in Berührung, als ihn seine Eltern auf einen Aer-Lingus-Flug nach Dublin mitnahmen, um Schokolade zu kaufen, eine Rarität im Nachkriegs-Großbritannien.
Er ging auf die Mill Hill School in Nordlondon, er liebte das Fliegen und deshalb nahm er eine ganze Reihe von Ferienjobs an, die sich mit Luftbildfotografie beschäftigten.

## British Midland
1963 begann Bishop auf dem Flughafen Manchester bei der Bodenabwicklung von Mercury Airlines  zu arbeiten, einer Linien- und Charterfluggesellschaft, die 1964 von British Midland übernommen wurde. Bishop arbeitete bei British Midland und stieg auf bis zum General Manager im Jahr 1969 und Managing Director 1972.
1978 entschied die Londoner Investmentgesellschaft Minster Assets, die Eigentümerin von British Midland war, ihre Aktien zu verkaufen. Mit Hilfe eines kalifornischen Zahnarztes brachte Bishop 2,5 Mio £ auf für ein Management-Buy-out und wurde in der Folge zum Vorstand ernannt." Seit 1969 war er die treibende Kraft hinter der schnellen Expansion der Fluggesellschaft, die nun 11 % der Start- und Landeslots auf London Heathrow besaß, gleich nach British Airways, mit einem Liniennetz, das Europa, Nordamerika, Asien und Afrika umfasste.
Bishop hielt 50 % plus 1 Aktie, die Lufthansa hatte 30 % minus 1 Aktie, und SAS Airlines hielt die restlichen 20 %. Im Oktober 2008 verkaufte Bishop auf Grund eines 1999 geschlossenen Vertrages, der Bestandteil eines Paketes war, bei dem BMI in die Star Alliance eintrat, seine 50 % Aktien an die Lufthansa. Die Verkaufssumme betrug nach Schätzungen 318 Mio. £.

## Weitere Positionen und Auszeichnungen
Von 1991 bis 1993 war Bishop stellvertretender Vorstand von Channel 4, und von 1993 bis 1997 Vorstand. Er war auch Aufsichtsratsmitglied von Williams plc., und stellvertretender Vorstand von Airtours International.
1986 wurde ihm der Order of the British Empire in der Stufe Commander verliehen und 1991 wurde er zum Ritter geschlagen. Am 12. Juli 2007 wurde ihm die Ehrendoktorwürde von der juristischen Fakultät der University of Leicester verliehen.
In einer Aufstellung des Independent der einflussreichsten Schwulen von Großbritannien wurde er im Jahre 2005 auf Platz 5 und 2006 auf Platz 6 geführt.
Am 1. Februar 2011 wurde Bishop als Baron Glendonbrook, of Bowdon in the County of Cheshire, zum Life Peer erhoben, und saß ab dem 22. März für die Konservativen im House of Lords.
2023 wurde er für seine Verdienste um den gemeinnützigen Sektor durch philanthropische Unterstützung zum Member des Order of Australia ernannt.

## Persönliches
Bishop ist offen homosexuell und spricht seit 2008 öffentlich über LGBT-Rechte. Bishop wird in der Presse oft als elegant bezeichnet. Er ist Mitglied der Conservative Party, seit er 17 ist; er ist Vorsitzender des  Kuratoriums der D’Oyly Carte Opera Company, die Opern von Gilbert und Sullivan aufführt und die er sponsert.  Glendonbrook lebt in London.